# リップ・タイラー
リップ・タイラー（Rip Tyler、本名：Wallace Dean Vaughn、1940年9月28日 - 1997年12月3日）は、アメリカ合衆国のプロレスラー。ミシシッピ州コフィービル出身（出身地はミシシッピ州ジャクソン、テネシー州メンフィス、テネシー州ナッシュビル、ミズーリ州セントルイス、などとされる場合もある）。
ザ・リッパー（The Ripper）の異名を持つ金髪ヒールとして、テネシーやアラバマなど南部のローカル・テリトリーを主戦場に活動。日本にも昭和期の各団体に参戦した。

## 来歴
学生時代からレスリングやボクシング、そして野球でも非凡な才能を発揮し、プロレス界に入る前は、セミプロのキャッチャーとして活躍していた。ミシシッピ州のAAUレスリング大会に出場した際、プロレスラーのティム・タイラーにスカウトされ、1960年5月にデビュー。
ジェリー・ディーン（Jerry Dean）のリングネームで活動後、1963年にアラバマにてティム・タイラーの「弟」と称し、リップ・タイラー（Rip Tyler）と改名。以降、アラバマおよびテネシーではティムや初代ランディ・タイラー（カール・リード）、ジョージアではターザン・タイラーとの兄弟ギミックでのタッグチームで活躍、各地区のローカル・タッグ王座を獲得した。
1971年11月、ブルーノ・サンマルチノやザ・ファンクスが同時参加した日本プロレスの『ワールド・チャンピオン・シリーズ』に初来日。開幕戦となる11月19日の後楽園ホール大会では、サンマルチノ&ディック・マードックと組んでメインイベントに出場、ジャイアント馬場、大木金太郎、グレート小鹿組との6人タッグマッチにおいて、大木を相手にギロチン・ドロップを日本で初公開した。シリーズ中にドリー・ファンク・ジュニアのNWA世界ヘビー級王座に挑んだ坂口征二は、仮想ドリーの対戦相手としてタイラーを指名したという。同年、タイラーはNWAの総本山セントルイス地区のキール・オーディトリアムにおいて、2月19日にルーファス・ジョーンズ、5月14日にグレッグ・バレンタインと対戦している。
1972年6月、当時アラバマのガルフ・コースト地区で本格的にタッグチームを結成していた弟分のエディ・サリバンと共に新日本プロレスに来日。外国人エースとしてアントニオ猪木と対戦した。翌1973年4月には、地元のミシシッピおよびオクラホマやルイジアナなどNWAのミッドサウス・エリアを拠点としたトライステート地区（後のMSWA）にて、サリバンと組んでジェリー・ブラウン&バディ・ロバーツのハリウッド・ブロンズからUSタッグ王座を奪取している。同地区では2代目のランディ・タイラーとの新生タイラー・ブラザーズでも活動。シングルでは、同地区のフラッグシップ・タイトルだった北米ヘビー級王座を1974年にブル・ラモスらと争った。
以降もサリバンとのコンビで活動し、1976年5月には国際プロレスに揃って初参戦。6月7日に福山にてグレート草津&マイティ井上を破り、IWA世界タッグ王座を獲得した。翌1977年1月の再来日でもサリバンと組んで草津&井上に挑んだほか、シングルでも1月19日に佐野にてラッシャー木村のIWA世界ヘビー級王座に挑戦している。なお、このときの来日ではサリバンと共に映画『空手バカ一代』の撮影にも参加した（主演の千葉真一と対戦するプロレスラー役で出演）。
同時期、本拠地のアラバマではロン・バス&ダッチ・バスやジ・アイランダーズなどのチームを相手に、サリバンとのコンビでNWAガルフ・コースト・タッグ王座を再三獲得。1978年9月には国際プロレスに単独で来日、オックス・ベーカーやデビッド・シュルツと共に外国人エースの一角を担ったが、シリーズ途中で帰国している。以降もアラバマを主戦場に、ガルフ・コーストの後継プロモーションであるサウスイースタン・チャンピオンシップ・レスリングでも活動した。
1984年10月には国際プロレスで共闘した親友上田馬之助の仲介でサリバンと共に全日本プロレスに来日。新日本・国際・全日本と、サリバンとのコンビでの昭和の3団体への参戦を果たした（タッグチームでは、彼ら以前にはダスティ・ローデスとディック・マードックのジ・アウトローズ、以後にはブッチ・ミラーとルーク・ウィリアムスのザ・シープハーダーズも3団体出場を果たしている）。
セミリタイア後の1987年、かつての主戦場ガルフ・コースト・エリア（メキシコ湾岸）のフロリダ州ペンサコーラを本拠地に、独立団体のワールド・オーガニゼーション・レスリング（World Organization Wrestling、略称：WOW）を旗揚げ。ミスター・イトーこと上田馬之助、ボブ・スウィータン、ハクソー・ヒギンズ、ロン・スター、チック・ドノバン、ノーベル・オースチン、ミスター・オリンピア、エイドリアン・ストリート、ビッグ・ババ、コキーナ・マキシマス、パット・タナカ、ポール・ダイヤモンド、マイク・ボイエッティなどが参戦し、アラバマ出身のボブ・ホーリーもWOWにてデビューしている。タイラーは "Rip's Corner" なるインタビューコーナーのホストやカラー・コメンテーターも務めたが、WOWは1年足らずで活動を停止した。
プロレス業界からの引退後は、フロリダで空調サービス会社を経営していた。1997年12月3日、肝癌のため死去。57歳没。

## 得意技
- レッグ・ドロップ
- エルボー・ドロップ
- ニー・スタンプ

## 獲得タイトル
ガルフ・コースト・チャンピオンシップ・レスリング
- NWAアラバマ・ヘビー級王座：1回[24]
- NWAミシシッピ・ヘビー級王座：1回[25]
- NWAミシシッピ・タッグ王座：3回（w / エドゥアルド・ペレス、ドン・ファーゴ、エディ・サリバン）[26]
- NWAガルフ・コースト・ヘビー級王座：1回[27]
- NWAガルフ・コースト・タッグ王座：10回（w / ティム・タイラー、ランディ・タイラー×2、ビッグ・バッド・ジョン、エディ・サリバン×5、ボブ・ケリー）[18]
- NWA USタッグ王座（ガルフ・コースト版）：4回（w / エディ・サリバン）[28]

NWAミッドアメリカ
- NWA南部タッグ王座（ミッドアメリカ版）：1回（w / ティム・タイラー）[29]

NWAトライステート
- NWA北米ヘビー級王座（トライステート版）：1回[14]
- NWAブラスナックル王座（トライステート版）：1回[30]
- NWA USタッグ王座（トライステート版）：1回（w / エディ・サリバン）[12]

スーパースター・チャンピオンシップ・レスリング
- SCWウエスタン・ステーツ・タッグ王座：1回（w / エディ・サリバン）[31]

インターナショナル・レスリング・エンタープライズ
- IWA世界タッグ王座：1回（w / エディ・サリバン）[15]